# Список русских православных храмов и приходов Австралии и Океании
В список включены храмы и приходы, устроенные на средства русской эмиграции и/или придерживающиеся русской православной традиции.

## Австралия
| Город                      | Храм                                                      | Год постройки | Современная юрисдикция                                                                  | Изображение | Современный адрес                       | Примечания                                                 |
| -------------------------- | --------------------------------------------------------- | ------------- | --------------------------------------------------------------------------------------- | ----------- | --------------------------------------- | ---------------------------------------------------------- |
| Аллансфорд (Варрнамбул)    | Приход святых Отцов                                       |               | Сиднейская и Австралийско-Новозеландская епархия Русской православной церкви заграницей |             | 18, Frank Street, Allansford            |                                                            |
| Бангарби                   | Монастырь Введения во Храм Пресвятой Богородицы           | 2011          | Сиднейская и Австралийско-Новозеландская епархия Русской православной церкви заграницей |             | Rennies Road, Bungarby                  | женский                                                    |
| Бейсуотер (Перт)           | Церковь святых апостолов Петра и Павла                    | 1950          | Сиднейская и Австралийско-Новозеландская епархия Русской православной церкви заграницей |             | 161, Whatley Crescent, Bayswater        |                                                            |
| Белл Парк (Джелонг)        | Церковь иконы Божией Матери «Всех скорбящих Радость»      | 1958          | Сиднейская и Австралийско-Новозеландская епархия Русской православной церкви заграницей |             | 17, Yaraan Street, Bell Park            |                                                            |
| Блэктаун (Сидней)          | Церковь святого Архангела Михаила                         |               | Сиднейская и Австралийско-Новозеландская епархия Русской православной церкви заграницей |             | 9A, Kempsey Street, Blacktown           |                                                            |
| Бомбала                    | Монастырь Преображения Господня                           | 1982          | Сиднейская и Австралийско-Новозеландская епархия Русской православной церкви заграницей |             | Richardsons Road, Bombala               | мужской                                                    |
| Браунсвик Ист (Мельбурн)   | Собор Покрова Пресвятой Богородицы                        | 1989          | Сиднейская и Австралийско-Новозеландская епархия Русской православной церкви заграницей |             | 1-7, Albion Street, Brunswick East      | кафедральный                                               |
| Вейвиль (Аделаида)         | Церковь святителя Николая Чудотворца                      | 1972          | Сиднейская и Австралийско-Новозеландская епархия Русской православной церкви заграницей |             | 41-42, Greenhill Road, Wayville         |                                                            |
| Вуллунгабба (Брисбен)      | Церковь Благовещения Пресвятой Богородицы                 | 1974          | Сиднейская и Австралийско-Новозеландская епархия Русской православной церкви заграницей |             | 163, Park Road, Woolloongabba           |                                                            |
| Вуллунгабба (Брисбен)      | Церковь преподобного Серафима Саровского                  | 1950          | Сиднейская и Австралийско-Новозеландская епархия Русской православной церкви заграницей |             | 60, Hawthorne Street, Woolloongabba     |                                                            |
| Дангог                     | Монастырь Святой Троицы                                   |               | Сиднейская и Австралийско-Новозеландская епархия Русской православной церкви заграницей |             | Monkerai Road, Dungog                   | мужской, строится                                          |
| Данденонг                  | Церковь Успения Пресвятой Богородицы                      | 1986          | Сиднейская и Австралийско-Новозеландская епархия Русской православной церкви заграницей |             | 1-3, Morwell Avenue, Dandenong          |                                                            |
| Кабраматта (Сидней)        | Церковь Покрова Пресвятой Богородицы                      |               | Сиднейская и Австралийско-Новозеландская епархия Русской православной церкви заграницей |             | 136, John Street, Cabramatta            |                                                            |
| Канберра                   | Церковь святого Иоанна Предтечи                           | 1988          | Сиднейская и Австралийско-Новозеландская епархия Русской православной церкви заграницей |             | 1, Matina Street, Narrabundah, Canberra |                                                            |
| Кангару Пойнт (Брисбен)    | Собор святителя Николая Чудотворца                        | 1923          | Сиднейская и Австралийско-Новозеландская епархия Русской православной церкви заграницей |             | 344, Vulture Street, Kangaroo Point     |                                                            |
| Карлтон (Сидней)           | Церковь святого великомученика Георгия Победоносца        |               | Сиднейская и Австралийско-Новозеландская епархия Русской православной церкви заграницей |             | 15, Garfield Street, Carlton            |                                                            |
| Каскейдс                   | Монастырь святого Петрока                                 |               | Сиднейская и Австралийско-Новозеландская епархия Русской православной церкви заграницей |             | McRobies Road, Cascades                 | мужской                                                    |
| Квинбиян Ист               | Часовня святителя Иоанна Шанхайского                      |               | Сиднейская и Австралийско-Новозеландская епархия Русской православной церкви заграницей |             | 1/1, Buttle Street, Queanbeyan East     | при миссии                                                 |
| Кентлин (Сидней)           | Монастырь Казанской иконы Божией Матери (Новое Шамордино) | 1983          | Сиднейская и Австралийско-Новозеландская епархия Русской православной церкви заграницей |             | 32, Smith Street, Kentlyn               | женский                                                    |
| Кентлин (Сидней)           | Скит святого Иоанна Крестителя                            |               | Сиднейская и Австралийско-Новозеландская епархия Русской православной церкви заграницей |             | 10, Harrison Road, Kentlyn              | мужской                                                    |
| Корримэл (Вуллонгонг)      | Церковь Успения Пресвятой Богородицы                      |               | Сиднейская и Австралийско-Новозеландская епархия Русской православной церкви заграницей |             | 61, Wilford Street, Corrimal            |                                                            |
| Кройдон (Сидней)           | Церковь Всех святых в земле Российской просиявших         | 1960          | Сиднейская и Австралийско-Новозеландская епархия Русской православной церкви заграницей |             | 18, Chelmsford Avenue, Croydon          | крестовая архиерейская церковь при епархиальном управлении |
| Лена Вэлли (Хобарт)        | Крестовоздвиженская церковь                               |               | Сиднейская и Австралийско-Новозеландская епархия Русской православной церкви заграницей |             | 3, Augusta Road, Lenah Valley           |                                                            |
| Мельбурн                   | Церковь Покрова Пресвятой Богородицы                      |               | Русская православная церковь                                                            |             | 6, Oxford Street, Collingwood, Melburn  |                                                            |
| Монарто Саус (Марри-Бридж) | Монастырь святого пророка Илии                            | 1995          | Сиднейская и Австралийско-Новозеландская епархия Русской православной церкви заграницей |             | Frahns Farm Road, Monarto South         |                                                            |
| Мэрриквиль (Сидней)        | Монастырь Архистратига Михаила                            | 1995          | Сиднейская и Австралийско-Новозеландская епархия Русской православной церкви заграницей |             | Marrickville                            |                                                            |
| Роклея (Брисбен)           | Церковь Владимирской иконы Божией Матери                  | 1956          | Сиднейская и Австралийско-Новозеландская епархия Русской православной церкви заграницей |             | 14A, Douglas Road, Rocklea              |                                                            |
| Сентенниал Парк (Сидней)   | Церковь святого равноапостольного князя Владимира         |               | Сиднейская и Австралийско-Новозеландская епархия Русской православной церкви заграницей |             | 31, Robertson Road, Centennial Park     |                                                            |
| Стрэтфилд (Сидней)         | Собор святых апостолов Петра и Павла                      | 1953          | Сиднейская и Австралийско-Новозеландская епархия Русской православной церкви заграницей |             | Vernon Street, 3-5, Strathfield         | кафедральный                                               |
| Уоллсенд (Ньюкасл)         | Церковь святителя Николая Чудотворца                      | 1964          | Сиднейская и Австралийско-Новозеландская епархия Русской православной церкви заграницей |             | 3, Irving Street, Wallsend              |                                                            |
| Фэрфилд (Сидней)           | Церковь святителя Николая Чудотворца                      |               | Сиднейская и Австралийско-Новозеландская епархия Русской православной церкви заграницей |             | 13-15, Barbara Street, Fairfield        |                                                            |

Церковь Покрова Пресвятой Богородицы Мельбурн Вселенский Патриархат 41 Moore Street, South Yarra
Приходы без отдельных храмов и домовые храмы
| Город               | Приход                                            | Год основания | Современная юрисдикция                                                                  | Изображение | Современный адрес                                       | Примечания                                               |
| ------------------- | ------------------------------------------------- | ------------- | --------------------------------------------------------------------------------------- | ----------- | ------------------------------------------------------- | -------------------------------------------------------- |
| Вест Госфорд        | Церковь великомученика Пантелеймона Целителя      | 2000          | Сиднейская и Австралийско-Новозеландская епархия Русской православной церкви заграницей |             | 4/7, Comserv Close West, Gosford                        |                                                          |
| Данденонг           | Часовня праведного Иоанна Кронштадтского          |               | Сиднейская и Австралийско-Новозеландская епархия Русской православной церкви заграницей |             | 24-28, Morwell Avenue, Dandenong                        | в Русском доме престарелых                               |
| Квинбиян            | Приход святителя Стефана Пермского                |               | Сиднейская и Австралийско-Новозеландская епархия Русской православной церкви заграницей |             | Suite 4, Lawrence House, 140, Monaro Street, Queanbeyan |                                                          |
| Лонсестон           | Приход Всех святых                                |               | Сиднейская и Австралийско-Новозеландская епархия Русской православной церкви заграницей |             | Launceston                                              |                                                          |
| Мельбурн            | Миссия Святого Креста                             |               | Сиднейская и Австралийско-Новозеландская епархия Русской православной церкви заграницей |             | 261-265, Spring Street, Melburn                         |                                                          |
| Сэнди Бэй (Хобарт)  | Монастырская миссия святого Дифана                |               | Сиднейская и Австралийско-Новозеландская епархия Русской православной церкви заграницей |             | 40, Alexander Street, Sandy Bay                         | при Тасманском университете                              |
| Хадспен (Лонсестон) | Миссионерская община святого архидиакона Стефана  |               | Сиднейская и Австралийско-Новозеландская епархия Русской православной церкви заграницей |             | 19, Scott Street, Hadspen                               |                                                          |
| Твиид Хэдс          | Приход в честь Св. Блаженной Ксении Петербургской |               | Сиднейская и Австралийско-Новозеландская епархия Русской православной церкви заграницей |             | 5 Megan st., Tweed Heads South                          | службы проводятся в домовом временном православном храме |

## Новая Зеландия
| Город       | Храм                                 | Год постройки | Современная юрисдикция                                                                  | Изображение | Современный адрес                           | Примечания                            |
| ----------- | ------------------------------------ | ------------- | --------------------------------------------------------------------------------------- | ----------- | ------------------------------------------- | ------------------------------------- |
| Крайстчерч  | Церковь святителя Николая Чудотворца | 1963          | Сиднейская и Австралийско-Новозеландская епархия Русской православной церкви заграницей |             | 297 Brougham Street, Sydenham, Christchurch |                                       |
| Лё Бонс Бэй | Церковь Покрова Пресвятой Богородицы | 2011          | Сиднейская и Австралийско-Новозеландская епархия Русской православной церкви заграницей |             | Le Bons Bay                                 | на территории летнего детского лагеря |

Приходы без отдельных храмов и домовые храмы
| Город           | Приход                       | Год основания | Современная юрисдикция                                                                  | Изображение | Современный адрес                            | Примечания |
| --------------- | ---------------------------- | ------------- | --------------------------------------------------------------------------------------- | ----------- | -------------------------------------------- | ---------- |
| Веллингтон      | Церковь Христа Спасителя     |               | Сиднейская и Австралийско-Новозеландская епархия Русской православной церкви заграницей |             | 62 Darlington Road, Miramar, Wellington      |            |
| Окленд          | Церковь Воскресения Христова |               | Сиднейская и Австралийско-Новозеландская епархия Русской православной церкви заграницей |             | 455-461 Dominion Road, Mount Eden, Auckland  |            |
| Палмерстон-Норт | Приход Архангела Михаила     |               | Сиднейская и Австралийско-Новозеландская епархия Русской православной церкви заграницей |             | 60 Linton Street, West End, Palmerston North |            |

## Тонга
Приходы без отдельных храмов и домовые храмы
| Город     | Приход                             | Год основания | Современная юрисдикция                                                                  | Изображение | Современный адрес   | Примечания |
| --------- | ---------------------------------- | ------------- | --------------------------------------------------------------------------------------- | ----------- | ------------------- | ---------- |
| Нукуалофа | Церковь Святого Георгия (строится) | 2012          | Сиднейская и Австралийско-Новозеландская епархия Русской православной церкви заграницей |             | Mataika, Nuku’alofa |            |